# Nederlands Schriftelijk Studiecentrum Culemborg
Het Nederlands Schriftelijk Studiecentrum Culemborg (NSSC) was een onderwijsinstituut voor afstandsonderwijs in de Nederlandse stad Culemborg. Het instituut bestond van 1946 tot 1971.
Het NSSC werd opgericht bij notariële akte op 20 augustus 1946 onder auspiciën van de Orde van Paters Augustijnen. Het doel was het bevorderen van ontwikkeling door het geven van onderwijs op katholieke grondslag aan allen die wilden studeren. Om dit doel te bereiken werd schriftelijk onderwijs gegeven, aangevuld met mondelinge lessen, het stichten van een bibliotheek en het organiseren van studiebijeenkomsten. Het maken van winst was geen doel van de stichting. Het bestuur, benoemd door de Nederlandse Provincie van de Augustijnse Orde, bestond aanvankelijk uit twee paters annex oprichters. Pater Gratia ter Haar was de eerste directeur. Later werd een bestuur gevormd bestaande uit vijf augustijnen.
Ondanks het katholieke uitgangspunt van het NSSC, stond zij open voor alle gezindten. Dit kwam ook tot uiting in de naam van het instituut, die geen duidelijke uiting geeft aan het katholieke karakter.

## Vestiging
Het instituut werd gevestigd in Culemborg, in het pand van het voormalig klein seminarium, waarin ook het Augustijnenklooster was gehuisvest. In 1948 was de verbouwing voltooid en ingericht voor kantoorruimten, klaslokalen en logiesgelegenheid.

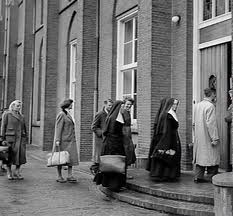

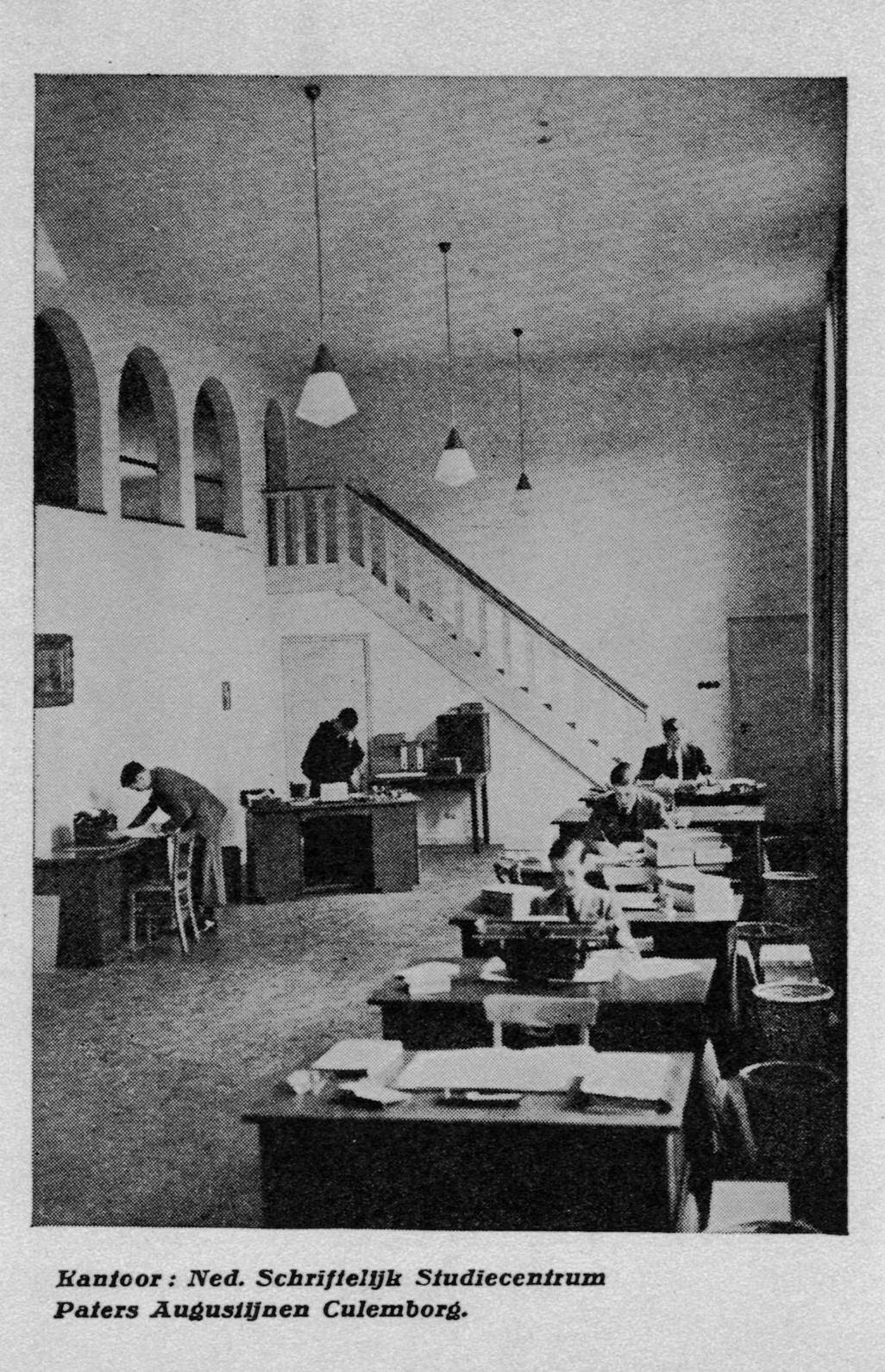

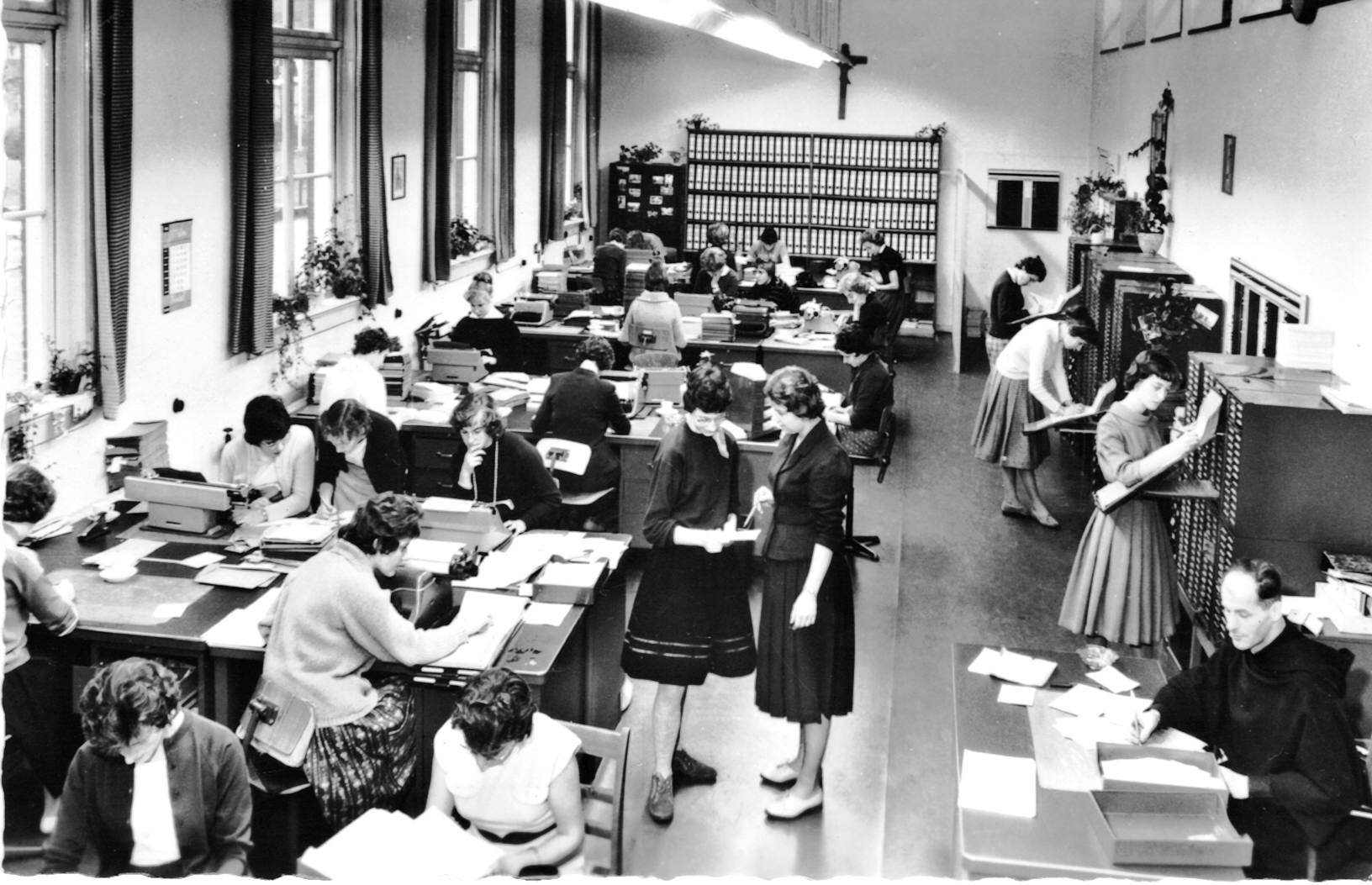

## Geschiedenis

### De beginfase
In 1937 kochten de Augustijnen het gebouwencomplex van het aartsbisdom Utrecht. Omdat het complex te groot was voor de kloostergemeenschap die er zijn intrek in nam, werd er naar een verdere invulling gezocht. Kort na het einde van de Tweede Wereldoorlog werd het plan van frater Cees Wubben aangenomen: het oprichten van een instituut voor schriftelijk onderwijs. Met dit instituut kon niet alleen de katholieke bevolking een eigen vorm van afstandsonderwijs worden aangeboden, maar ook kregen jongeren die door bijvoorbeeld de oorlogsjaren hun opleiding moesten afbreken, een nieuwe kans op scholing. Doordat het instituut geen commercieel oogpunt had, kon het onderwijs ook aan minder draagkrachtigen worden aangeboden, een voor de Augustijnen belangrijke doelstelling.
Op 18 november 1946 werden de eerste lespakketten verzonden naar de cursisten. De start was moeizaam, omdat er zo kort na de oorlog een gebrek was aan materialen zoals schrijfmachines. Rector Ter Haar heeft zich vooral ingezet om het docentencorps te vormen. Auteurs en correctoren werden gezocht in het hele land. Eind 1946 waren er al 1200 cursisten.
In 1948 werd het NSSC door kardinaal De Jong gezegend.

### Groeiperiode
Medio jaren 50 werd de opleiding voor maatschappelijk werk opgestart. Het NSSC was hiermee de eerste schriftelijke onderwijsinstantie die een erkend diploma maatschappelijk werk kon aanbieden.
In 1960 startte het NSSC een samenwerking met de KRO om cursussen via de radio en televisie aan te bieden. Het ging hierbij vooral om cursussen met een meer algemeen of een opvoedkundig karakter, zoals Nederlands, Europaleer en opvoeding in het gezin.
Het aantal cursisten bedroeg rond 1960 zo'n 25.000 per jaar. Er werden toen 200 verschillende cursussen aangeboden.

### Jaren 60
Het NSSC streefde in de beginjaren 60 naar een opener beleid en het moderniseren van de opleidingen. In 1966 werd Johan van Blokland benoemd tot directeur; hij vormde samen met de rector de leiding van het NSSC. Medio jaren 60 nam de invloed van de Augustijnen door de secularisering af. Het aantal intredingen in de Orde werd steeds minder, terwijl het aantal uittredingen sterk toenam. Bovendien nam de Orde meer afstand van de door hen geleide onderwijsinstituten. In 1967 werd de invloed van de Orde verder teruggebracht door de benoeming van een Raad van Bestuur, bestaande uit externe kandidaten: dr. J.A.A. Verlinden (topambtenaar bij het Ministerie van Onderwijs en Wetenschappen) werd voorzitter, de heer Veenhuizen (secretaris van het NCW) en de heer Van den Akker (bedrijfseconoom van de PNEM) vulden de andere twee functies. Dit bestuur nam voortaan de zaken op zich die voordien door de zogenaamde provinciaal werden geregeld.
In 1968 wijzigde het statuut van het NSSC. Het instituut kwam hiermee losser te staan van de Orde, en het katholieke karakter van het NSSC kwam meer op de achtergrond.
Het bestuur heeft zich vooral gericht op de veranderende situatie in de onderwijswereld. Door de Mammoetwet die in 1968 van kracht werd, veranderde het onderwijslandschap grondig en dit zou van het NSSC grote en kostbare aanpassingen vragen qua opleidingsaanbod. Ook was er behoefte aan cursussen op uiteenlopend gebied zoals informatica, waterbeheersing en energie. Tot slot moesten er investeringen worden gedaan in bijvoorbeeld de logeerruimtes en de informatisering. Voor het NSSC waren deze kosten niet op te brengen.

### Fusie
In mei 1970 vertrok rector Van Daal, de laatste Augustijn in deze functie. Van Blokland nam als directeur nu tevens de functie van rector waar. Er was intussen gezocht naar een fusiepartner en deze werd gevonden in de Koninklijke PBNA in Arnhem. In maart 1971 fuseerden beide instituten tot Koninklijke PBNA Culemborg. Tot medio 1973 vonden er nog activiteiten in Culemborg plaats, maar toen vertrokken ook de laatste afdelingen naar Arnhem. Het kloostercomplex was in 1972 al verkocht aan een beleggingsmaatschappij en eind dat jaar verlieten de laatste Augustijnen het klooster. Op 1 maart 1974 werd de Stichting Studiecentrum geliquideerd; het overgebleven geld werd geschonken aan een goed doel in Bolivia.

## Cursusaanbod
Vanaf het begin was het cursusaanbod breed opgezet. Enkele belangrijkste leergangen:
- Vervolgonderwijs: Mulo - HBS - Gymnasium
- Praktijk/Kantoor: Boekhouden, Moderne Bedrijfsadministratie, Staatspraktijkdiploma, Handelscorrespondentie, Middenstandsdiploma
- Onderwijs: Opleiding voor onderwijzer en hoofdakte, lagere onderwijsakten Frans, Duits, Engels en wiskunde, Handelskennis; M.O.Opleidingen, Frans, Engels, Staatsinrichting, Pedagogiek
- Vakopleidingen: Gemeenteadministratie I, Belastingconsulent, Politiediploma
- Godsdienstdiploma A en B, Filosofie, Sociologie.
- Maatschappelijk werk.
- Vooropleiding ziekenverpleging.

## Contactbijeenkomsten
Een bijzonder aspect van het NSSC was dat het schriftelijk onderwijs werd aangevuld met mondelinge lessen in het weekend, de zogenaamde "contactbijeenkomsten". Elke cursus kende drie tot zes keer per jaar een dergelijk contactweekend. Voor deelname aan deze bijeenkomsten waren -behoudens een vergoeding voor maaltijden en logies - geen extra kosten verschuldigd. De cursisten konden logeren in de voormalige chambrettes op de zolder van het klooster.

## Kwaliteit
Het NSSC was erkend door de "Inspectie Schriftelijk Onderwijs"(ISO); een door het bonafide schriftelijk onderwijs in het leven geroepen inspectie om toezicht te houden op kwaliteit en betrouwbaarheid. Een belangrijk aspect was dat door de inspectie gecontroleerd werd op de onderwijsbevoegdheid van auteurs en correctoren. Deze inspectie is later vervangen door een Rijksinspectie in het kader van de Wet op het Volwassenenonderwijs.
Het docentencorps bestond vooral uit hoogopgeleide Augustijnen, waaronder doctorandi en professoren. De supervisie over de kwaliteit van het onderwijs werd door een groep hoogleraren uitgevoerd.